# Captain Cleanoff
Captain Cleanoff ist eine australische Grindcore-Band aus Adelaide, die im Jahr 1997 gegründet wurde.

## Geschichte
Der Sänger Ben Parson und der Gitarrist Adrian Medhurst waren bereits 1995 gemeinsam in ihrem Heimatort Mount Gambier musikalisch tätig, wobei beide noch die Highschool besuchten. 1997 zogen sie dann nach Adelaide, wo sie Captain Cleanoff gründeten. In den folgenden drei Jahren erschienen ein Demo sowie zwei Split-Veröffentlichungen mit Drunkard bzw. Open Wound. Zudem ging die Band im Jahr 1998 zusammen mit Brutal Truth auf Tour durch Australien. Bereits kurz nach der Gründung war der ursprüngliche Schlagzeuger Christian Dicer durch Heath Twigden ersetzt worden. Zudem verließ auch der Bassist Michael Slottagraf die Band. Daraufhin übernahm der Gitarrist Rohan Johnson den Bass, ehe Anand White als Ersatz hinzukam. Anfang 2000 kam der Schlagzeuger Murray Ruse zu den Gründungsmitgliedern Parson und Medhurst sowie dem Gitarristen Rohan und dem Bassisten Anand White, wodurch sich schließlich drei Jahre nach der Gründung erstmals eine feste Besetzung ergab. Mittlerweile waren die Mitglieder auf drei verschiedene Staaten verteilt. Daraufhin begab sich die Band ins Studio, um eine selbstbetitelte EP aufzunehmen. Zudem hielt die Gruppe weitere Auftritte ab und ging dabei auf eine weitere Tour mit Brutal Truth und trat außerdem 2003 und 2006 auf dem Metal for the Brain auf. Im Jahr 2006 begab sich die Band erneut ins Studio, um ihr Debütalbum aufzunehmen. Innerhalb der folgenden zwei Jahre wurde der Tonträger aufgenommen, abgemischt und gemastert, wobei die letzten beiden Tätigkeiten von Scott Hull von Pig Destroyer übernommen wurden. Während dieser Zeit hielt die Band zudem weiterhin Auftritte ab, so ging sie etwa zusammen mit Napalm Death auf Tour. Zudem wurde das Debütalbum im September des Jahres 2007 mit Live-Liedern und den Songs der beiden Split-Veröffentlichungen als Bonus wiederveröffentlicht. Das Album erschien im März 2008 bei Obscene Productions unter dem Namen Symphonies of Slackness. Der Veröffentlichung folgten Auftritte in Australien zusammen mit Suffocation, Municipal Waste und Napalm Death. Nach einem Auftritt mit Pig Destroyer hielt die Band im November 2008 eine Australientour ab. Zudem ging es auf eine Europatournee, die auch einen Auftritt auf dem Obscene Extreme einschloss.
Im Jahr 2010 verließ White die Band und wurde durch Jason „FC“ Fuller ersetzt. Der Wechsel fand während der ersten US-Tour statt, die auch einen Auftritt auf dem Maryland Death Fest enthielt. Anfang 2012 verließ Fuller die Band. Für die folgende Tour durch Südostasien kam Kevin McClaer zur Besetzung. Gegen Ende des Jahres verließ Medhurst die Band, da er sich entschied nach Neuseeland zu ziehen. Während dieser Zeit arbeitete die Band an Material für eine Split-Veröffentlichung zusammen mit The Kill sowie an ihrem nächsten Album. Die Split-Veröffentlichung erschien 2013. In diesem Jahr trat die Band zudem erneut auf dem Obscene Extreme auf. 2015 erschien das zweite Album Rising Terror.

## Stil
Scott Alisoglu von Blabbermouth.net merkte in seiner Rezension zu Symphonies of Slackness an, dass die Band Grindcore im Stil von Napalm Death spielt. Die Musik sei aggressiv und schnell mit variablem gutturalem Gesang.

## Diskografie
- 1997: Why (Demo, Eigenveröffentlichung)
- 1999: Captain Cleanoff / Drunkard (Split mit Drunkard, Ruptured Spleen Records)
- 1999: Captain Cleanoff / Open Wound (Split mit Open Wound, In League with Satan Records)
- 2002: Captain Cleanoff (EP, No Escape Records)
- 2007: Discography 1998–2001 (Kompilation, No Escape Records)
- 2008: Symphonies of Slackness (Album, Obscene Productions)
- 2012: Youth in Asia (Kompilation, Maximum Noise Records)
- 2013: War of the Second Dragon / Captain Cleanoff (Split mit War of the Second Dragon, Fat Ass Records)
- 2013: Shower of Bricks / Captain Cleanoff (Split mit The Kill, Psychocontrol Records)
- 2013: Europe 2013 Tour CD (Kompilation, Blastasfuk Grindcore)
- 2015: Rising Terror (Album, Blastasfuk Grindcore)